# Weitek

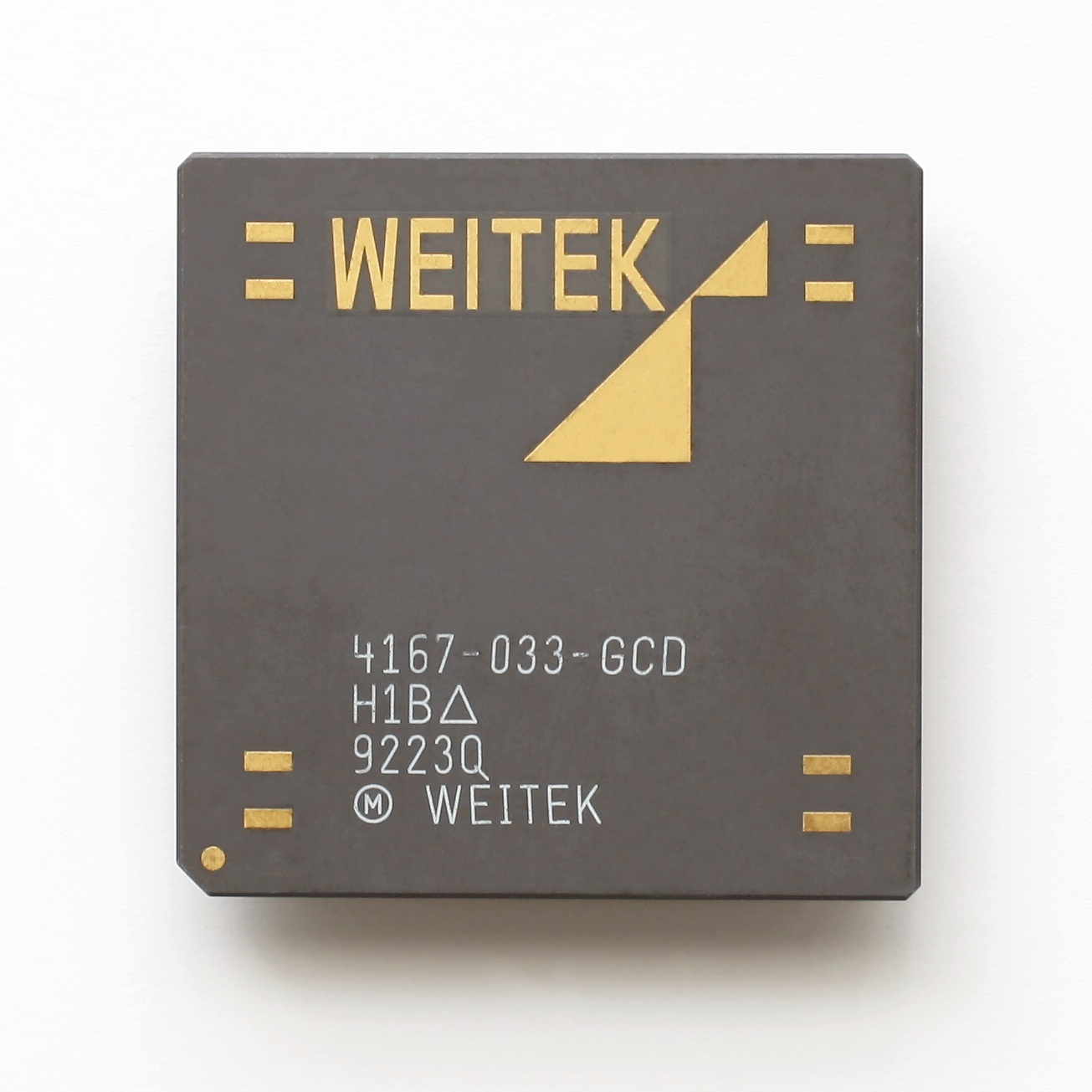
i486向けのWeitek 4167

Weitek WTL 1167のアーキテクチャ

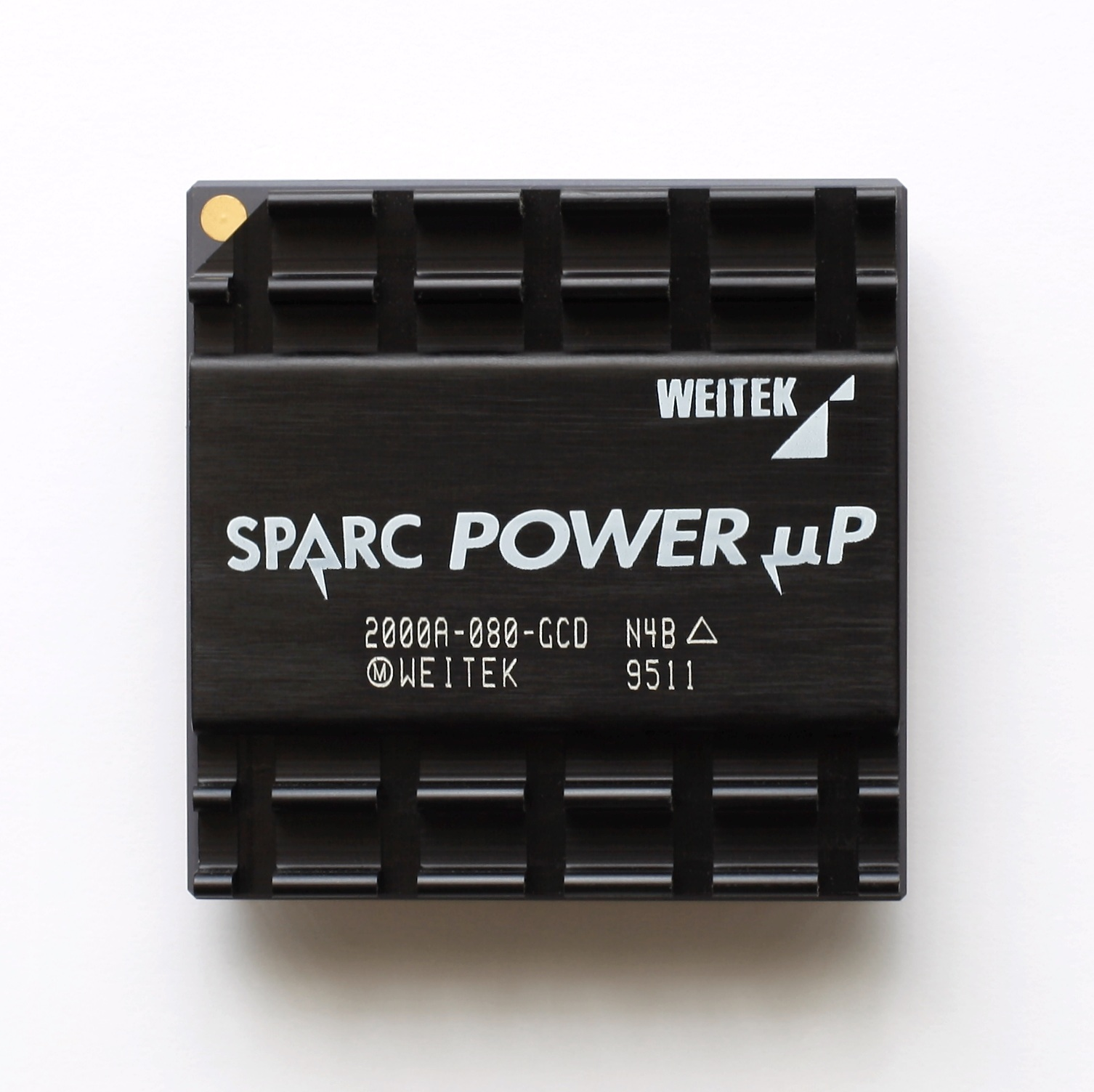
Weitek SPARC Power µP

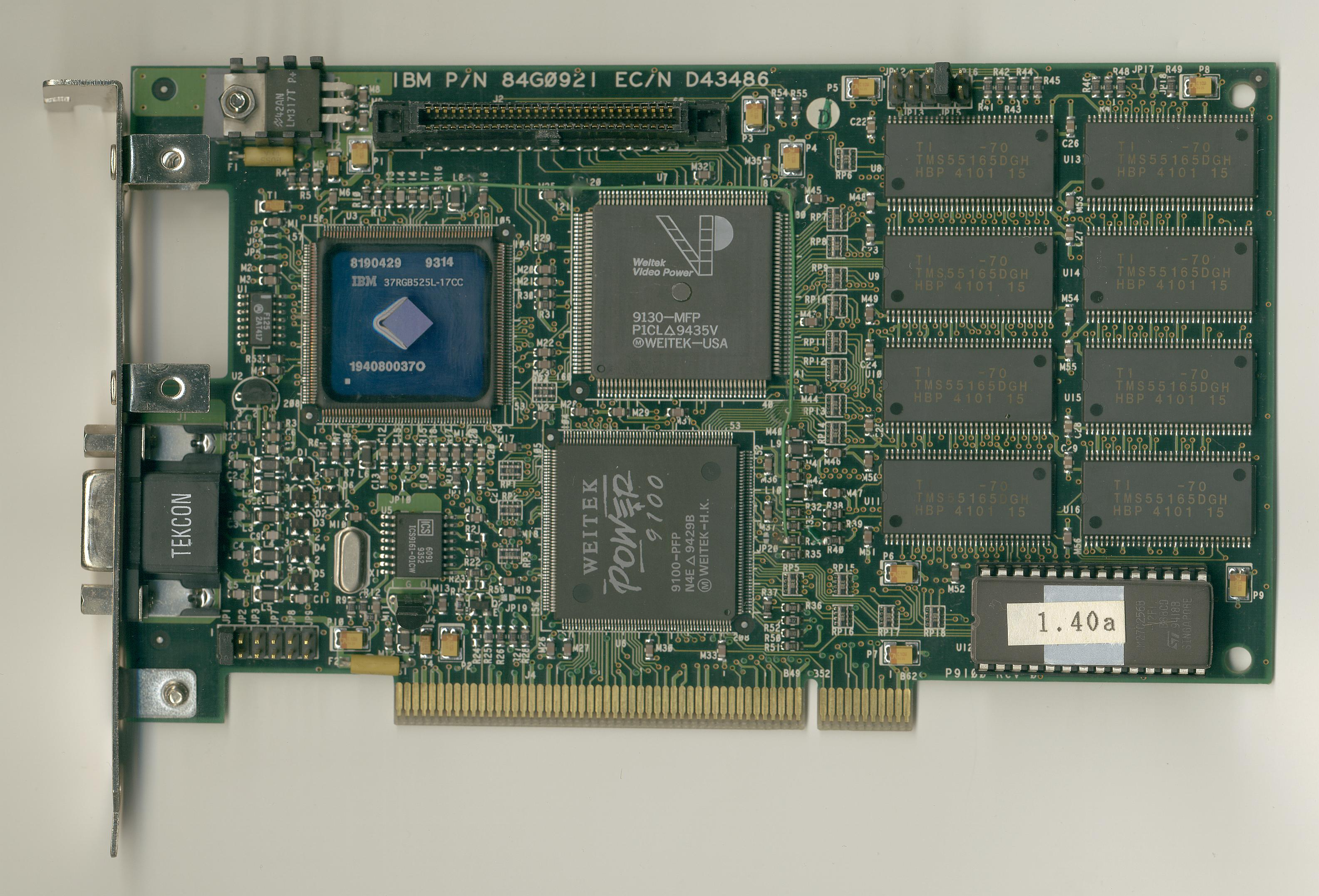
Weitek Power9100

Weitek（ウェイテック、Weitek Corporation）は、かつて存在したアメリカの半導体製造企業。特に他社のCPU向けのFPUを設計開発することを得意とした。
1980年代中盤、Weitekの設計したものは各種のハイエンドマシンや並列処理スーパーコンピュータなどで使われている。
1990年代初め、各CPUはFPUを含めて設計されるようになってきたため、Weitekは汎用CPUとグラフィックドライバの市場に打って出ようとした。
1995年、Weitekはほとんど倒産寸前となった。1996年後半には、残った資産はロックウェルの半導体部門に買収され、Weitekは消えていった。

## 歴史
1981年、インテルの技術者たちが退職してWeitekを設立した。
Weitekはいくつかのシステム向けに科学技術計算用コプロセッサを開発していった。
モトローラ68000ファミリ向けの 1064、インテル80286向けの1067などである。
インテル自身のi386用のFPU設計は遅れに遅れ、Weitekは1167をi386用に提供した。
後にこのシリーズは2167、3167、4167と進化していく。4167は、i486を搭載した日本ユニシスのUNIXシステムU6000/60のオプションとして利用可能だった。
Weitekは似たようなFPUをMIPSアーキテクチャ向けにも XLラインとして開発した。
WeitekのFPUは少し変わっていて、単精度演算しかサポートしていなかったが非常に高速だった。
スーパーコンピュータのアプリケーションの要求が高まるにつれて、Weitekは彼らの半導体工場が時代に乗り遅れていることを感じていた（後に改善された）。HPはWeitekにHPの工場を使うことを提案した。これは両社にとって良い考えで、すぐにHPの工場は開かれた。WeitekはHPともPA-RISCの設計で共同開発を行い、Weitek版PA-RISCであるRISC 8200を組み込みシステム向けに販売した。これはレーザープリンターでいくつか使われている。
1980年代終盤、Weitekはサン・マイクロシステムズのワークステーション向けにフレームバッファを開発する機会に恵まれた。
1990年代初め、SPARC POWER μP （"パワーアップ"と読ませた。正式名は WTL8601）を開発した。これはSPARCプロセッサとピン互換があり、SPARCstation2 のCPUと差し替えると 40MHzで約 50%高速に動作した。8701は内部的には二倍高速だったが、バスの性能がボトルネックとなって全体としては50～60%高速化するに止まった。しかし彼らは後のSPARCプロセッサでこの方向性を追求しなかった。
Weitekはフレームバッファを開発した経験を生かして、90年代初めにPC市場に打って出て、"POWER"システムとして知られるSVGAマルチメディアチップセットシリーズを投入する。
これはふたつのチップから成り、グラフィップス描画用のP9000と出力用の VideoPower 5x86 で構成されている。POWERシリーズはいくつかのサードパーティーから出たVESA ローカルバス用のグラフィックスカードで使われた。次いでP9001はPCI向けに設計され、1994年に人気となったViperで使われている。最後のP9100はP9001と5286をワンチップにしたものであった。Weitekのアダプターはi486市場の初期には成功を収めたが、もっと低価格なシステムが他社から出てきたために90年代中盤には凋落した。
Weitekはローエンド市場に再挑戦するためW464（486用）とW564（P5用）を投入した。これらは主記憶のRAMをフレームバッファとして使ってシステム価格を抑えるものだったが、これに目を付けた(と思われる)ロックウェルが製品出荷直後にWeitekを買収し、Weitekは消えていったのである。